# Division de la côte occidentale
La Division de la côte occidentale (en malais, Bahagian Pantai Barat) est une division administrative de l'État de Sabah en Malaisie. Elle occupe la partie nord-ouest du territoire de Sabah. Avec une superficie de 7 588 km2, elle occupe 10,3 % du Sabah. Avec ses 1 040 920 habitants elle comprend environ 30 % de la population de l'État, les principaux habitants indigènes étant les Bajau, les Bisaya, les Malais brunéiens, les Dusun, les Iranun, les Kadazans et les Kedayan, ainsi qu'un nombre important de Chinois. La division est elle-même divisée en district, ceux de Ranau, de Kota Belud, de Tuaran, de Penampang, de Papar et de la capitale de l'État, Kota Kinabalu. Les villes principales sont celles auxquelles les districts empruntent leur nom, ainsi que Putatan, Inanam, Telipok, Tamparuli, Tenghilan et Kinarut.
Le port de Kota Kinabalu est le principal port maritime de la capitale de l'État avec une côte d'environ 1 440 kilomètres de long. Il sert de passerelle pour le transport par eau à Sabah. Il gère plus de 4 031 000 tonnes de fret par an. L'aéroport international de Kota Kinabalu est la principale porte d'entrée de l'État par voie aérienne.

## Districts
La Division de la côte occidentale est elle-même divisée en 7 districts suivants :
| Nom                       | Surface   | Capitale      |
| ------------------------- | --------- | ------------- |
| District de Kota Belud    | 1 386 km2 | Kota Belud    |
| District de Kota Kinabalu | 350 km2   | Kota Kinabalu |
| District de Papar         | 1 234 km2 | Papar         |
| District de Penampang     | 466 km2   | Donggongon    |
| District de Putatan       | 29,7 km2  | Putatan       |
| District de Ranau         | 2 978 km2 | Ranau         |
| District de Tuaran        | 1 165 km2 | Tuaran        |

## Membres du parlement
| Parlement          | Membre                      | Parti     |
| ------------------ | --------------------------- | --------- |
| P169 Kota Belud    | Isnaraissah Munirah Majilis | WARISAN   |
| P170 Tuaran        | Madius Tangau               | UPKO      |
| P171 Sepanggar     | Mohd Azis Jaaman            | WARISAN   |
| P172 Kota Kinabalu | Chan Foong Hin              | PH (DAP)  |
| P173 Putatan       | Awang Husani                | PH (PKR)  |
| P174 Penampang     | Darell Leiking              | WARISAN   |
| P175 Papar         | Ahmad Hassan                | WARISAN   |
| P176 Kimanis       | Mohamad Alamin              | BN (UMNO) |
| P179 Ranau         | Jonathan Yassin             | PN (PPBM) |

## Histoire
La division actuelle de l'État de Sabah est largement héritée de la division du North Borneo Chartered Company. Après l'acquisition du Bornéo du Nord par charte royale en 1881, la division administrative est confiée au baron von Overbeck puis poursuivie par la création de deux résidences : la West Coast Residency et la East Coast Residensy. Le siège des deux résidences se trouve à Sandakan, où le gouverneur est basé. Chaque résidence est ensuite divisée en plusieurs provinces gérées par un officier de district.
Au fur et à mesure que le Bornéo du Nord ne s'étend, le nombre de résidences est passée à cinq : la Tawau Residency (ou East Coast Residency), la Sandakan Residency, la West Coast Residency, la Kudat Residency et la Interior Residency. Les différentes provinces sont d'abord nommée d'après les membres du bureau d'administration : Alcock, Cunlife, Dewhurst, Keppel, Dent, Martin, Elphinstone, Myburgh et Mayne. Les résidents de première classe occupaient les résidences de Sandakan et de la côte occidentale, alors que les résidents de seconde classe occupaient les trois autres résidences. Les résidences de Sandakan et de la côte occidentale sont alors membres du Conseil législatif, l'Assemblée législative de la compagnie.
La subdivision en résidences est maintenue lorsque le Bornéo du Nord devient une Colonie de la Couronne après la Seconde Guerre mondiale. Le 16 septembre 1963 avec la formation de la Malaisie, le Bornéo du Nord, devenu l’État de Sabah, reforme sa structure administrative par le biais de l'Ordonnance sur les Unités Administratives. En même temps, le gouverneur de Sabah, le chef de l’État de Sabah, est autorisé par proclamation à diviser l'État en Divisions et en Districts. L'abolition du terme de Résidence en faveur de la Division a eu lieu en 1976.
Aujourd'hui, la Division n'a qu'une signification formelle et ne constitue plus son propre niveau administrative. La Résidence est également abolie, l'administration municipale de Sabah étant aux mains des officiers de district.

### Liens connexes
- Division de Malaisie orientale